# Carl Öhman
Carl Hugo Öhman, född 18 mars 1930 i Helsingfors, död 3 mars 2022 i Helsingfors, var en finländsk teaterchef.

## Biografi
Öhman var mellan 1959 och 1963 biträdande teaterchef och vice vd vid Svenska Teatern i Helsingfors, och blev 1963 dess teaterchef och vd. Han blev kvar på posten till 1982, och ägnade sig under sin tid som teaterchef mycket åt teater- och kulturpolitik. Han var bland annat drivande i att Wasa Teater och Åbo svenska teater fick status som regionteatrar, och var med om att starta Skolteatern.
Öhman var även direktör för Finlandiahuset (1982–1988) och vd för Tammerforshuset (1988–1997), samt hade flera förtroendeuppdrag inom teatern, bland annat som ordförande i Finlands teaterledareförbund (1968–1982). Han erhöll professors titel 1994.